# Kościół Matki Bożej Królowej Polski w Wyszogórze
Kościół Matki Bożej Królowej Polski w Wyszogórze – katolicki kościół filialny zlokalizowany we wsi Wyszogóra w gminie Płoty, w powiecie gryfickim (województwo zachodniopomorskie). Należy do parafii Matki Bożej Różańcowej w Żabowie.

## Historia i architektura
Kościół został wzniesiony w XV wieku. Sytuowany na planie prostokąta, nakryty jest dachem dwuspadowym. Murowany oryginalnie z kamienia, w 2. połowie XIX wieku został gruntownie przebudowany z wykorzystaniem cegły. Ściany zewnętrzne pokryte tynkiem barankiem. Kościół posiada częściowo wchodzącą w korpus wieżę, w dolnej partii częściowo rozszerzającą się ku dołowi. W wyższej kondygnacji wieży znajduje się okrągłe okno, w szczycie natomiast małe okienka ostrołukowe. Wieżę nakrywa dach namiotowy. Od strony prezbiterium do kościoła dostawiona jest zakrystia, z wyłączeniem fryzu i zwieńczenia okien w całości otynkowana.
Wnętrze kościoła, nakryte drewnianym stropem belkowanym, zostało w całości otynkowane i pomalowane na biało. W zachodniej części nawy znajduje się empora chórowa z prospektem organowym. Wyposażenie kościoła jest w całości współczesne.
Po II wojnie światowej kościół został poświęcony jako świątynia katolicka w 1946 roku.